# Boa Ventura de São Roque
Boa Ventura de São Roque este un oraș în Paraná (PR), Brazilia.